# Осока тонкоцветковая
Осо́ка тонкоцветко́вая (лат. Cārex tenuiflōra) — многолетнее травянистое растение, вид рода Осока (Carex) семейства Осоковые (Cyperaceae).

## Ботаническое описание
Многолетнее растение, травянистое серо-зелёное высотой от 15 до 50 см, с тонкими короткими корневищами, образующее рыхлые дерновинки.
Стебли прямостоячие, тонкие, трёхгранные, вверху шероховатые. Листья узколинейные, плоские или более или менее вдоль сложенные, шириной 1-1,5 мм. Общее соцветие почти головчатое, 0,7 — 1,2 см длиной, состоящее из 2 — 4 широкояйцевидных колосков 0,4 — 0,6 см длиной. Кроющие чешуи яйцевидные, тупые, блестящие, с зелёным килем, по краю белоперепончатые. Мешочки яйцевидные или эллиптические, плоско-выпуклые, (2,5) 2,7 — 3,2 (3,5) мм длиной, беловатые, позднее буреющие, с тонкими жилками, почти без носика, на верхушке острые или туповатые, сильно отклоненные от оси колоска. Рылец два.
Размножается семенами и вегетативно. Цветение в мае, плодоношение с июня по август.

## Распространение и экология
Циркумбореальный вид. Произрастает в Фенноскандии, европейской части России, на Кавказе, в Центральной и Восточной Азии, Северной Америке. В России отмечен на Урале, Кавказе, в Сибири и на Дальнем Востоке.
Растёт на осоково-сфагновых болотах, по опушкам заболоченных мшистых лесов, сплавинах.

## Значение и применение
Ранним летом хорошо поедается северным оленем (Rangifer tarandus).

## Охрана
Включена в Красные Книги следующих субъектов РФ: Башкортостан, Вологодская область, Ленинградская область, Мурманская область, Нижегородская область, Удмуртская республика, Ярославская область.

## Синонимы
- Carex arrhyncha Franch.
- Carex leucolepis Turcz. ex Steud.
- Carex tenuiflora var. arrhyncha (Franch.) Kük.
- Carex tenuiflora var. setacea Kük.
- Vignea tenuiflora (Wahlenb.) Soják